# Dimorphocalyx glabellus
Dimorphocalyx glabellus är en törelväxtart som beskrevs av George Henry Kendrick Thwaites. Dimorphocalyx glabellus ingår i släktet Dimorphocalyx och familjen törelväxter.

## Underarter
Arten delas in i följande underarter:
- D. g. glabellus
- D. g. lawianus

## Bildgalleri

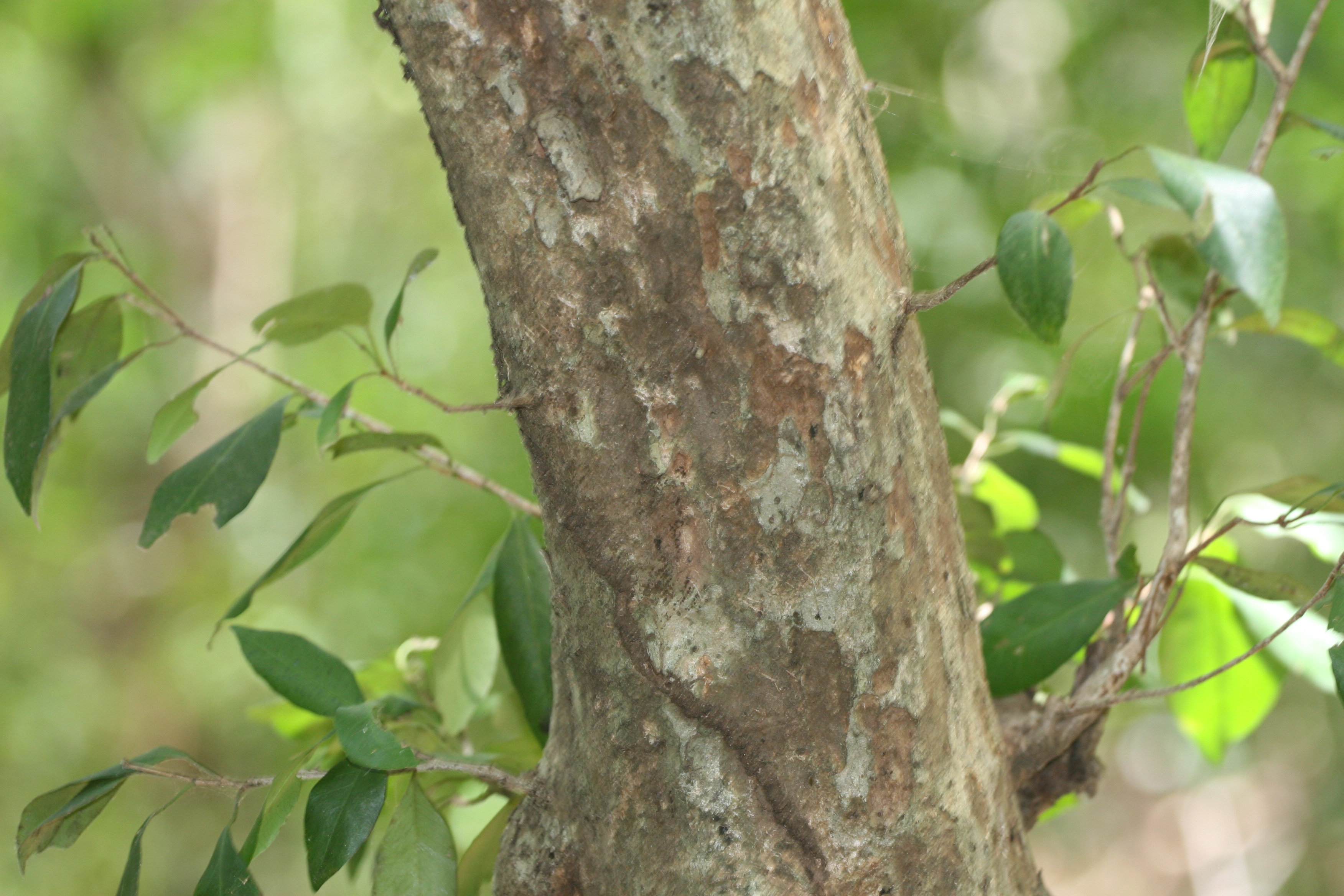